# 卡梅倫島
卡梅倫島（Cameron Island）是加拿大的島嶼，位於北冰洋海域，屬於伊麗莎白女王群島的一部分，由基吉柯塔魯克地區負責管轄，長43公里、寬38公里，面積1,059平方公里，最高點海拔高度171米，島上無人居住。